# エヴァンスサイクル
エヴァンスサイクル（英: Evans Cycles）はイギリスの自転車小売業社である。
1925年に英国最大のサイクリングクラブから表彰されたロンドンのサイクリストであるフレデリック·エヴァンスがロンドン中心部に創業した。 
フレデリックは1939年に戦争勃発時に店を他人に任せイギリス空軍に従軍し、後の1944年に交通事故で死亡した。現在はActive LLCが運営している。
レザーヘッドに物流センターを構えていたが、2001年に本社と物流センターを同社の拠点であるガトウィック及びサセックスに移転した。
2018年10月30日、Evans Cycles は破産申請を行い、Sports Direct International PLC 傘下となった。